# Peter Winnen
Peter Johannes Gertrudis Winnen (* 5. září 1957 Venray) je bývalý nizozemský reprezentant v silniční cyklistice. Jako amatér vyhrál v roce 1980 závod Hamont–Achel, byl druhý na Závodě míru a v olympijském závodě jednotlivců obsadil 26. místo. V roce 1981 přestoupil k profesionálům a zaujal při svém debutu na Tour de France, kde vyhrál královskou etapu do Alpe-d'Huez, celkově skončil pátý a získal bílý trikot pro nejlepšího mladého jezdce. Byl čtvrtý na Tour 1982 a třetí v roce 1983, získal čtyři etapová vítězství (tři individuální a jedno v časovce družstev). Také byl dvakrát druhý na Tour de Suisse (1983 a 1987), třetí na Tour de Romandie 1981, čtvrtý na Paříž–Nice 1989, dvakrát osmý na Giro d'Italia (1987 a 1988) a v roce 1990 se stal mistrem Nizozemska v silničním závodě. Na Vuelta a España bylo jeho nejlepším výsledkem 15. místo (1986 a 1991) a na mistrovství světa v silniční cyklistice 20. místo v roce 1983. Vyhrál v roce 1983 závod Gouden Pijl a v roce 1990 první ročník kritéria Profronde van Heerlen.
Po ukončení kariéry se stal novinářem, vydal knihu o závodní cyklistice. V roce 2000 se v nizozemské televizi přiznal k užívání dopingu.